# 梅田正則
梅田 正則（うめだ まさのり、1948年 - ）は、新潟県出身の美術監督。フジアール取締役及び美術開発部担当、美術開発部長。血液型はAB型。趣味は映画鑑賞、絵画、キャンプ、ひとり旅である。妻は、梅田良子。

## 関わった作品

### テレビドラマ
- 北の国から（1984年-1998年）
- ライスカレー（1986年）
- 飢餓海峡（1987年）
- 失われた時の流れを（1990年）
- その木戸を通って（1992年）
- ぼくたちの青春（1992年）
- あすなろ白書（1993年）
- 若者のすべて（1994年）
- サザエさん4（1994年）
- サザエさん5（1995年）
- 沙粧妙子-最後の事件-（1995年）
- ロングバケーション（1996年）
- ひとつ屋根の下2（1997年）
- ラブジェネレーション（1997年）
- 町（1997年）
- 踊る大捜査線（1997年）
- 若者たち

### 映画
- 踊る大捜査線 THE MOVIE
- 踊る大捜査線 THE MOVIE 2 レインボーブリッジを封鎖せよ!
- 踊る大捜査線 BAYSIDE SHAKEDOWN 2
- 踊る大捜査線 THE MOVIE3 ヤツらを解放せよ!